# Cantone di Chagny
Il Cantone di Chagny è una divisione amministrativa dell'arrondissement di Chalon-sur-Saône e dell'arrondissement di Autun.
A seguito della riforma approvata con decreto del 18 febbraio 2014, che ha avuto attuazione dopo le elezioni dipartimentali del 2015, è passato da 14 a 27 comuni.

## Composizione
I 14 comuni facenti parte prima della riforma del 2014 erano:
- Aluze
- Bouzeron
- Chagny
- Chamilly
- Chassey-le-Camp
- Chaudenay
- Demigny
- Dennevy
- Fontaines
- Lessard-le-National
- Remigny
- Rully
- Saint-Gilles
- Saint-Léger-sur-Dheune

Dal 2015 i comuni appartenenti al cantone sono i seguenti 27:
- Aluze
- Bouzeron
- Chagny
- Chamilly
- Change
- Charrecey
- Chassey-le-Camp
- Chaudenay
- Cheilly-lès-Maranges
- Couches
- Dennevy
- Dezize-lès-Maranges
- Dracy-lès-Couches
- Essertenne
- Fontaines
- Morey
- Paris-l'Hôpital
- Perreuil
- Remigny
- Rully
- Saint-Bérain-sur-Dheune
- Saint-Gilles
- Saint-Jean-de-Trézy
- Saint-Léger-sur-Dheune
- Saint-Maurice-lès-Couches
- Saint-Sernin-du-Plain
- Sampigny-lès-Maranges